# Concha (Vizcaya)
Concha es una entidad de población española del municipio de Valle de Carranza, perteneciente a la provincia de Vizcaya, en la comunidad autónoma del País Vasco.

## Demografía
En 2023, la entidad singular de población, que incluye también los núcleos de Las Bárcenas y La Tejera, tenía empadronados 557 habitantes y el núcleo de población, 451.